# Carla Bodendorf
Carla Bodendorf (Eilsleben, 13 augustus 1953) is een Oost-Duits atlete.

## Biografie
Bodendorf liep met haar ploeggenoten in mei 1976 een wereldrecord op de 4 × 100m estafette. Bodendorf won tijdens de Olympische Zomerspelen 1976 de gouden medaille op de 4x100 meter in een olympisch record.
In 1978 verbeterde Bodendorf en haar ploeggenoten het wereldrecord op de 4 × 100m estafette.

## Titels
- Olympisch kampioen 4 x 100 m - 1976

## Persoonlijke records
| Onderdeel | Prestatie | Plaats          | Jaar             |
| --------- | --------- | --------------- | ---------------- |
| 100 m     | 11,22 s   | Karl-Marx-Stadt | 29 mei 1976      |
| 200 m     | 22,64 s   | Montreal        | 28 juli 1976     |
| 4x100 m   | 42,27 s   | Potsdam         | 19 augustus 1978 |

## Palmares

### 200 m
- 1976: 4e OS - 22,64
- 1978: 7e EK - 22,64

### 4 x 100 m
- 1976:  OS - 42,55 s OR
- 1978:  EK - 43,07

1928: Rosenfeld, Smith, Bell, Cook ·
1932: Carew, Furtsch, Rogers, Von Bremen ·
1936: Bland, Rogers, Robinson, Stephens ·
1948: Stad-de Jong, Witziers-Timmer, van der Kade-Koudijs, Blankers-Koen ·
1952: Faggs, Jones, Moreau, Hardy ·
1956: Strickland, Croker, Mellor, Cuthbert ·
1960: Hudson, Williams, Jones, Rudolph ·
1964: Ciepły, Kirszenstein, Górecka, Kłobukowska ·
1968: Ferrell, Bailes, Netter, Tyus ·
1972: Krause, Mickler-Becker, Richter, Rosendahl ·
1976: Oelsner, Stecher, Bodendorf, Eckert ·
1980: Müller, Wöckel, Auerswald, Göhr ·
1984: Brown, Bolden, Cheeseborough, Ashford ·
1988: Brown, Echols, Griffith-Joyner, Ashford ·
1992: Ashford, Jones, Guidry, Torrence ·
1996: Devers, Miller, Gaines, Torrence ·
2000: Fynes, Sturrup, Davis, Ferguson ·
2004: Lawrence, Simpson, Bailey, Campbell ·
2008: Borlée, Mariën, Ouédraogo, Gevaert ·
2012: Madison, Felix, Knight, Jeter ·
2016: Madison, Felix, Gardner, Bowie ·
2020: Williams, Thompson-Herah, Fraser-Pryce, Jackson ·
2024: Jefferson, Terry, Thomas, Richardson
- World Athletics: 14356514